# Gràfic d'espelmes

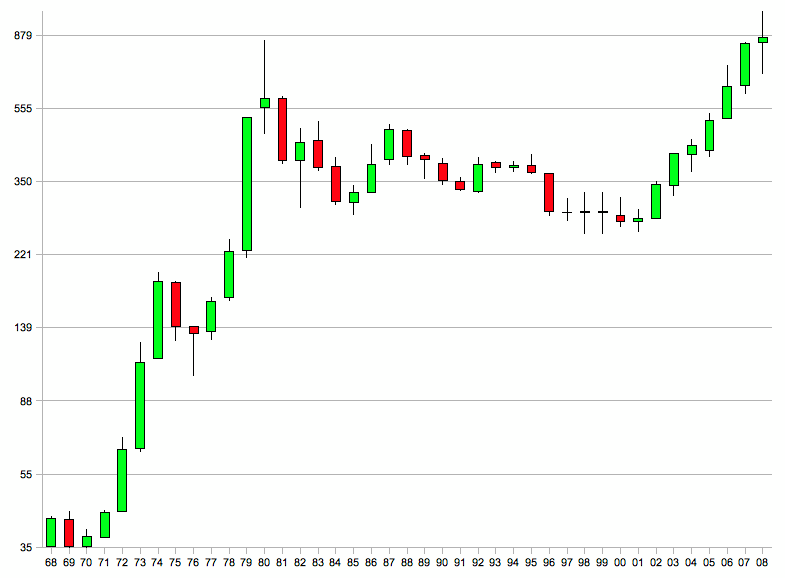
Gràfic d'espelmes japoneses relatives al preu de l'or.

El gràfic d'espelmes (també conegut com a espelmes japoneses) és una tècnica de gràfics i anàlisi usada en economia inicialment pels japonesos. Sorgeix al Japó en el segle xviii, en el mercat de l'arròs.
Encara que els japonesos han estat utilitzant aquesta tècnica de gràfics i anàlisis des de fa segles, en el món occidental s'ha fet coneguda en anys recents, concretament en la dècada dels 90, des que Steve Nison els va introduir. L'expressió "espelma", es refereix a dos temes diferents, però relacionats. El primer, i probablement el més conegut, és el mètode d'exposar informació sobre valors i futurs per a realitzar l'anàlisi gràfica. El segon és l'art d'identificar certes combinacions d'espelmes conegudes i provades. Per sort, ambdues tècniques es poden utilitzar combinades o per separat.

## Història
Es creu que Munehisa Homma, un comerciant d'arròs japonès va ser qui va desenvolupar els gràfics d'espelmes al segle xviii. Van ser presentades al món occidental per Steve Nison al seu llibre Japanese Candlestick Charting Techniques, publicat per primera vegada el 1991. Són utilitzades sovint avui en dia en l'anàlisi de valors juntament amb altres eines analítiques com ara els Retrocesos de Fibonacci.
A Beyond Candlesticks, Nison diu:
| « | (anglès) However, based on my research, it is unlikely that Homma used candle charts. As will be seen later, when I discuss the evolution of the candle charts, it was more likely that candle charts were developed in the early part of the Meiji period in Japan (in the late 1800s). | (català) No obstant això, segons la meva investigació, és poc probable que Homma utilitzés gràfics d'espelmes. Com es veurà més endavant, quan parlo de l'evolució dels gràfics d'espelmes, seria més probable que els gràfics de les espelmes es desenvolupessin a la primera part del període Meiji al Japó (a finals del 1800). | » |

## Construcció
La informació utilitzada per a reflectir la situació d'un mercat mitjançant un gràfic d'espelmes és la qual s'utilitza habitualment per als gràfics de barres, o siga, els preus d'obertura, màxim, mínim i de tancament. Encara que utilitzen exactament la mateixa informació, els gràfics d'espelmes resulten visualment més atractius, i la informació sembla saltar de la pàgina, facilitant la seua interpretació i anàlisi.
En economia aquesta anàlisi tècnica borsària reflecteix:
- El preu d'obertura d'un valor.
- El preu de tancament d'un valor.
- El màxim i el mínim que ha trobat aqueix valor.